# Telega
Telega – wieś w Rumunii, w okręgu Prahova, w gminie Telega. W 2011 roku liczyła 3903 mieszkańców.